# ماسوجیرو نیشیدا
ماسوجیرو نیشیدا (ژاپنی: 西田 満寿次郎) فوتبالیست پیشین و مربی فوتبال اهل ژاپن است.
ماسوجیرو نیشیدا در تیم‌هایی همچون تیم ملی فوتبال ژاپن مربی‌گری کرده‌است.